# Dornier Do 18
Дорньє Do 18 (нім. Dornier Do 18) — німецький двомоторний суцільнометалевий летючий човен розробки компанії Dornier, що діяв як морський розвідник-патрульний літак за часи Другої світової війни.

## Історія
На початку 1934 року компанія «Дорньє» приступила до створення чотирьох прототипів летючого човна Do 18, який проектувався на основі військових варіантів летючого човна Do 15 «Валь», і мав йти йому на заміну.
15 березня 1935 року вперше піднявся в повітря перший прототип Do 18а, обладнаний дизелями Jumo 5 (540 к.с.); але вже 2 листопада його було втрачено над Балтійським морем в авіакатастрофі під час проведення тестувального польоту на дальність. З трьох наступних прототипів, укомплектованих моторами Jumo 205, два (Do 18b і Do 18d) були виконані у варіанті розвідників, а один (Do 18с) — цивільного пасажирського лайнера. Останню машину згодом поставили авіакомпанії «Люфтганза» під позначенням Do 18Е. Крім неї в цивільному варіанті виконали ще три літаки Do 18Е і один Do 18F, всі інші машини будувалися у відповідності до військового проекту.

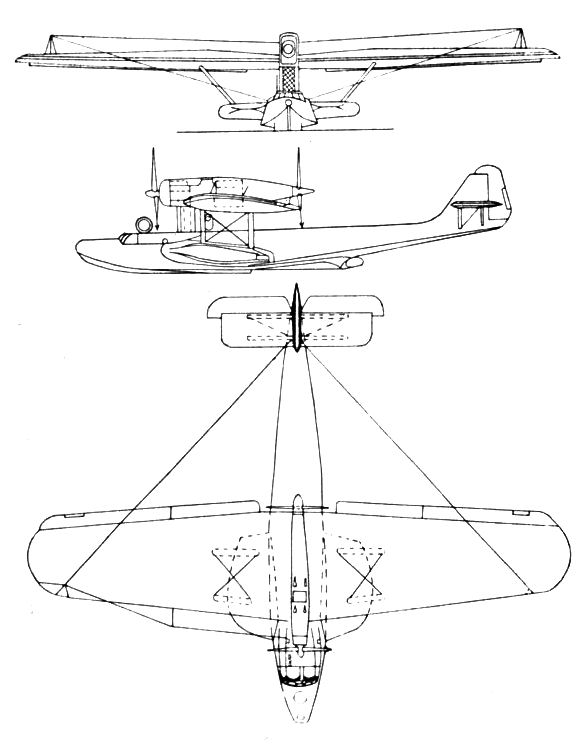
Схематичне зображення летючого човна Dornier Do 18

В цілому випустили 170 екземплярів «Дорньє» Do 18, у тому числі 48 заводом «Дорньє» в Манцелі (до березня 1939 року) і 122 — підприємствами фірми «Везер» в Ейнсвардені і Норденамі.
Влітку 1936 року почалися постачання Do-18D підрозділам Люфтваффе. Новими літаками укомплектовували другі (далекої розвідки) загони груп берегової авіації (нім. Ku.FI.Gr.). До літа 1939 року сформували 5 таких загонів, але на той час Do 18 вже почав вважатися застарілим. Єдиною його позитивною бойовою рисою була спроможність здійснювати довготривалі польоти. Авіаційне озброєння вважалося слабким, а максимальна і крейсерська швидкість були нижче ніж очікувалося.
Протягом 1939 року планувалося завершити виробництво Do 18, замінивши їх на більш сучасні BV-138, але роботи на авіазаводах «Блом унд Фосс» затягнулися, тому виробництво Do 18 вимушено було продовжено. Так з'явився варіант Do 18G, втім, до початку війни він не встиг потрапити до стройових частин.

### Бойове застосування

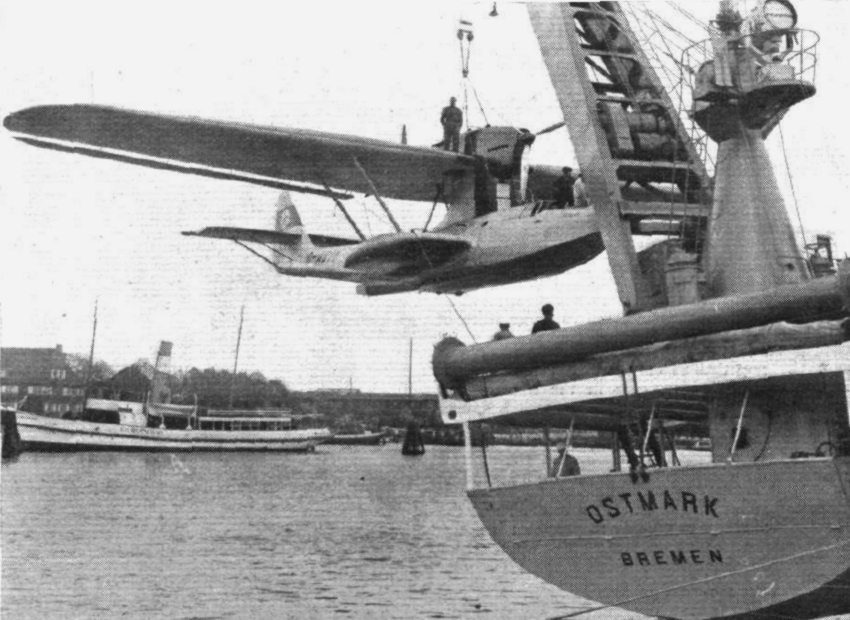
Завантаження Do 18 на борт судна. 1936

На вересень 1939 року Люфтваффе мало у своєму розпорядженні 63 летючих човни Do 18 на Північному морі і 27 — на Балтиці. Літаки загону 2./Ku.FI.Gr. 506 брали участь у Польській кампанії, інші літаки патрулювали Північне море.
26 вересня 1939 року Do 18d зі складу 2./Кu.Fl.Gr.106, що діяла з Норденейя, патрулюючи на північ від Великої рибної банки, наразився на авіаносець «Арк Роял», який йшов під ескортом лінкорів «Нельсон», «Родні», і лінійних крейсерів «Худ» і «Рінаун». Він був збитий «Скуа» Повітряних сил флоту, що стартував з авіаносця, але встиг передати повідомлення з координатами цілі. Летючий човен здійснив аварійну посадку на воду, де був знищений британським есмінцем «Сомалі». Так, Dornier Do 18 став першим німецьким літаком збитим у бою над Атлантикою.
У квітні 1940 року для забезпечення висадки морського та повітряного десантів у Норвегії залучалися «Дорньє» із загонів 1./Ku.FI.Gr. 406 і 2./Ku.FI.Gr. 506.
Станом на 11 травня 1940 року, з початком Французької кампанії на Dornier Do 18 літало 4 ескадрильї берегової авіації Люфтваффе: 2./Кu.Fl.Gr.106 з дев'ятьма літаками, з яких боєздатними були шість; 2. і 3./Кu.Fl.Gr.406 з 20 Do 18 (вісім боєздатних); 2./Кu.Fl.Gr.906 з 10 Do 18 (два справних). Крім цього, 1./Кu.Fl.Gr.406 змішаного складу мала 9 Do.18 (два боєздатних).

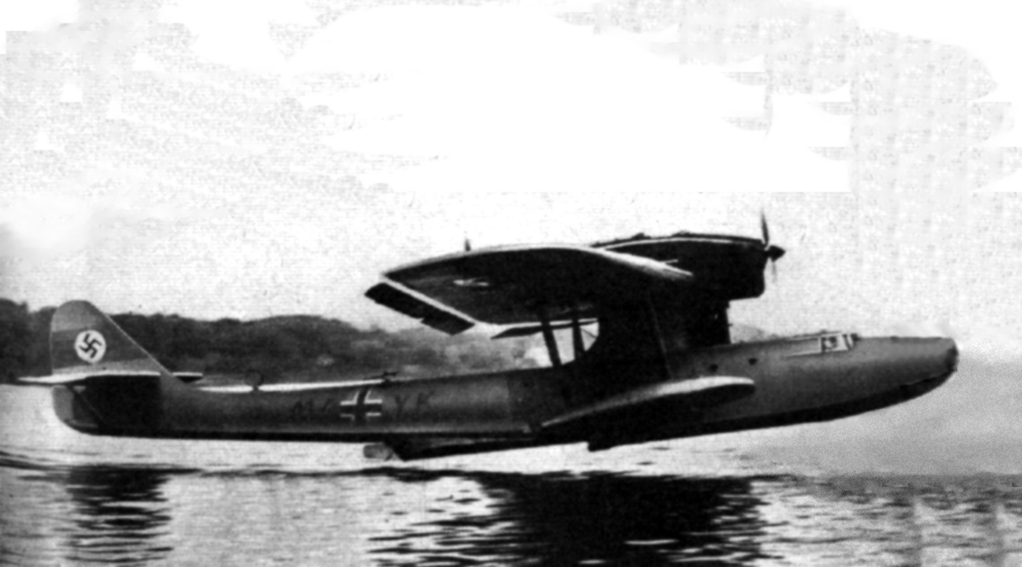
Dornier Do 18 злітає з поверхні води. 1939

Восени 1940 року головними завданнями для летючих човнів, що перебували в строю, стало пошуково-рятувальне забезпечення авіачастин, які брали участь у «битві за Англію», а також проведення далекої морської розвідки з норвезьких баз. До серпня 1941 року літаки Do 18 залишилися лише в трьох загонах, що дислокувалися на території окупованої Норвегії — 2. і З./Ku.FI.Gr. 406, а також З./Ku.FI.Gr. 906. Протягом кількох місяців всі вони були остаточно передані в авіаційні школи.

## Модифікації

### Цивільні версії
- Do 18E — перший варіант цивільного гідролітака, яка оснащувався двома дизельними 6-циліндровими авіаційними двигунами марки Junkers Jumo 205C-1 потужністю 550 к.с. Побудовано 4 одиниці.
- Do 18F — цивільна версія гідролітака V7 D-ANNE Zyklon, для наддалеких перельотів. Збільшена площа крил та відповідно максимальна злітна вага. Створений 1 екземпляр.

### Військові версії
- Do 18D — модель гідролітака, яка оснащувалася двома дизельними 6-циліндровими авіаційними двигунами марки Junkers Jumo 205C потужністю 600 к.с. Авіаційне озброєння — 2 × 7,92-мм авіаційних кулемети MG-15 у носовій та верхній турелях. Можливе бомбове навантаження шляхом підвіски двох 50-кг бомб. Виготовлено 79 літаків (варіювалися в чотирьох модифікаціях від Do-18D-0 до Do-18D-3).
- Do 18G — варіант гідролітака з дизельними двигунами марки Junkers Jumo 205D потужністю 880 к.с. Авіаційне озброєння — 1 × 7,92-мм авіаційний кулемет MG-15 або 13,2-мм MG 131 у носовій турелі, та 1 20-мм авіаційна гармата MG 151/20 у верхній башточці. Випущено 62 літаки.
- Do 18Н — неозброєний навчальний варіант Do 18. Загалом вироблено 22 одиниці (ще декілька були переобладнані згодом з попередніх модифікацій).
- Do 18N — узагальнене позначення Do 18, що переобладнувався в неозброєну версію з інших літаків.

## Цікаві факти
27–29 березня 1938 року «Do 18 W» встановив світовий рекорд для гідропланів, здійснивши безпосадковий переліт на відстань 8 391 км з британського Старт-Пойнта до Каравеласа у Бразилії.